# Pulap
Pulap oder Los Martyres ist ein bewohntes Atoll im zentralen Pazifischen Ozean. Geographisch gehört es zum Archipel der Karolinen, politisch zum Bundesstaat Chuuk der Föderierten Staaten von Mikronesien.

## Geographie
Pulap liegt 29 km nordöstlich des benachbarten Atolls Puluwat sowie 220 km westlich des Chuuk-Atoll im Zentrum des Bundesstaates. Das Atoll hat in Nord-Süd-Richtung eine Länge von 13 km, in Ost-West-Richtung eine maximale Breite von 6 km sowie eine Gesamtfläche von 43 km². Weite Teile des Saumriffs liegen bis zu 10 m tief unter der Wasseroberfläche, sodass von See aus der Atoll-Charakter nur schwach ausgeprägt ist. Die Fläche der damit weitgehend offenen und bis zu 35 m tiefen Lagune beträgt 31,3 km², die gesamte Landfläche hingegen nur 0,99 km². Dem Korallensaum liegen drei dicht bewachsene Inseln auf, Pulap im Norden, die Doppelinsel Tamatam im Süden sowie die rund 5,6 Hektar große Insel Fanadik im Westen des Atolls. Tamatam wurde durch einen Taifun am 28. März 1907 in zwei Teile geteilt.

## Bevölkerung und Verwaltung
Das Atoll wurde aus europäischer Sicht erstmals 1824 von dem französischen Entdecker und Seefahrer Louis Isidore Duperrey gesichtet.
Pulap besteht aus den beiden Gemeinden (municipalities) Pollap im Norden mit 1168 Einwohnern sowie Tamatam im Süden mit 493 Einwohnern (Stand 2010). Gemeinsam mit den Gemeinden Houk und Poluwat bilden sie die statistische Region Pattiw der Inselregion Oksoritod. Die Bevölkerung spricht Puluwatesisch, eine mit dem Chuukesischen verwandte mikronesische Sprache.